# گودرون استاک
گودرون استاک (انگلیسی: Gudrun Stock؛ زادهٔ ۲۳ مهٔ ۱۹۹۵) دوچرخه‌سوار اهل آلمان است.
وی در مسابقات کشوری و بین‌المللی در مجموع برندهٔ ۱ مدال نقره، ۲ مدال برنز شده‌است.